# Dichaetomyia flavibasis
Dichaetomyia flavibasis är en tvåvingeart som först beskrevs av Stein 1900.  Dichaetomyia flavibasis ingår i släktet Dichaetomyia och familjen husflugor. Inga underarter finns listade i Catalogue of Life.